# Szőnyi Zsuzsa
Szőnyi Zsuzsa, Triznya Mátyásné (Budapest, 1924. október 2. – Budapest, 2014. március 16.) Szőnyi István festőművész lánya, a Vatikáni Rádió magyar munkatársa, több önéletrajzi munkája is megjelent. Férjével, Triznya Mátyás festőművésszel öt évtizeden át tartotta fenn Rómában a Triznya-kocsma néven ismert irodalmi szalont. 1999-ben Ciampi olasz államelnök a Köztársasági Érdemrend parancsnoki fokozatának aranykeresztjét adományozta neki az olasz–magyar kultúrkapcsolatok ápolásában szerzett érdemeiért.

## Élete
Szőnyi Zsuzsa, Szőnyi István festőművész és Bartóky Melinda első gyermeke, Bartóky József egykori földművelésügyi államtitkár unokája, a Munkácsy Mihály által megörökített Szulimán Jolán dédunokája. Hatéves koráig Zebegényben élt, de hogy ne vaduljon el teljesen, a család 1930-ban Budapestre költözött. A Baross utca 21. ötödik emeletén és a belvárosban nőtt fel, a nyarakat a család zebegényi házában töltötte öccsével, a 18 évesen agyhártyagyulladásban elhunyt Péterrel (szül. 1926), és féltestvérével, Szőnyi Jolánnal, aki Szőnyi István testvérhúga, Anna és annak férje, Korvin László neveltje volt. Zsuzsa a Veres Pálné Leánygimnáziumba járt, majd az ELTE magyar–francia szakos hallgatója volt.
1944. március 19-én feleségül ment diákkori szerelméhez, a pesti piaristáknál érettségizett Triznya Mátyás festőművészhez. Korábbi sikertelen kísérlet után, 1949 februárjában férjével átjutott a magyar határon. Grazból Velencébe, majd Firenzébe menekültek tovább. 1949. július 25-én érkeztek Rómába. Az Örök Város befogadta őket, cserébe a házaspár – Triznya Mátyás halála (1991) után Szőnyi Zsuzsa egyedül – 50 éven keresztül látta vendégül lakásán a világ minden részéről átutazó magyar művészeket és tudósokat.
1950–1965 között az Olasz Rádió magyar nyelvű adásának szerkesztőjeként 1956-ban magyar hetilapot szerkesztett, és olaszt tanított a menekülttáborban várakozó magyaroknak. 1965–1969 között az olasz miniszterelnökség külföldi sajtóosztályának szerkesztője és fordítója volt. Bartóky Zsuzsa néven a Szabad Európa Rádió alkalmi tudósítója, 1989-től a Vatikáni Rádió munkatársa volt.
1984-ben a Szőnyi család tagjait második világháború alatti humanitárius tevékenységükért Izrael állam a Világ Igaza címmel tüntette ki.
Élettörténetét a Roma summus amor (Cs. Szabó Lászlóval való levelezése), a Vándor és idegen (Márai-levelek, -emlékek), a Triznya-kocsma, és a Római terasz című könyvekben írta le. 1999-ben Ciampi olasz államelnök a Köztársasági Érdemrend parancsnoki fokozatának aranykeresztjét adományozta Szőnyi Zsuzsának az olasz–magyar kultúrkapcsolatok ápolásában szerzett érdemeiért.
2007 májusában hazahozta Rómából édesapja összes festményét, és a képekkel együtt ő is visszatért szülővárosába. 2013-ban a Magyar Érdemrend középkeresztje állami kitüntetésben részesült.

## A Triznya-kocsma

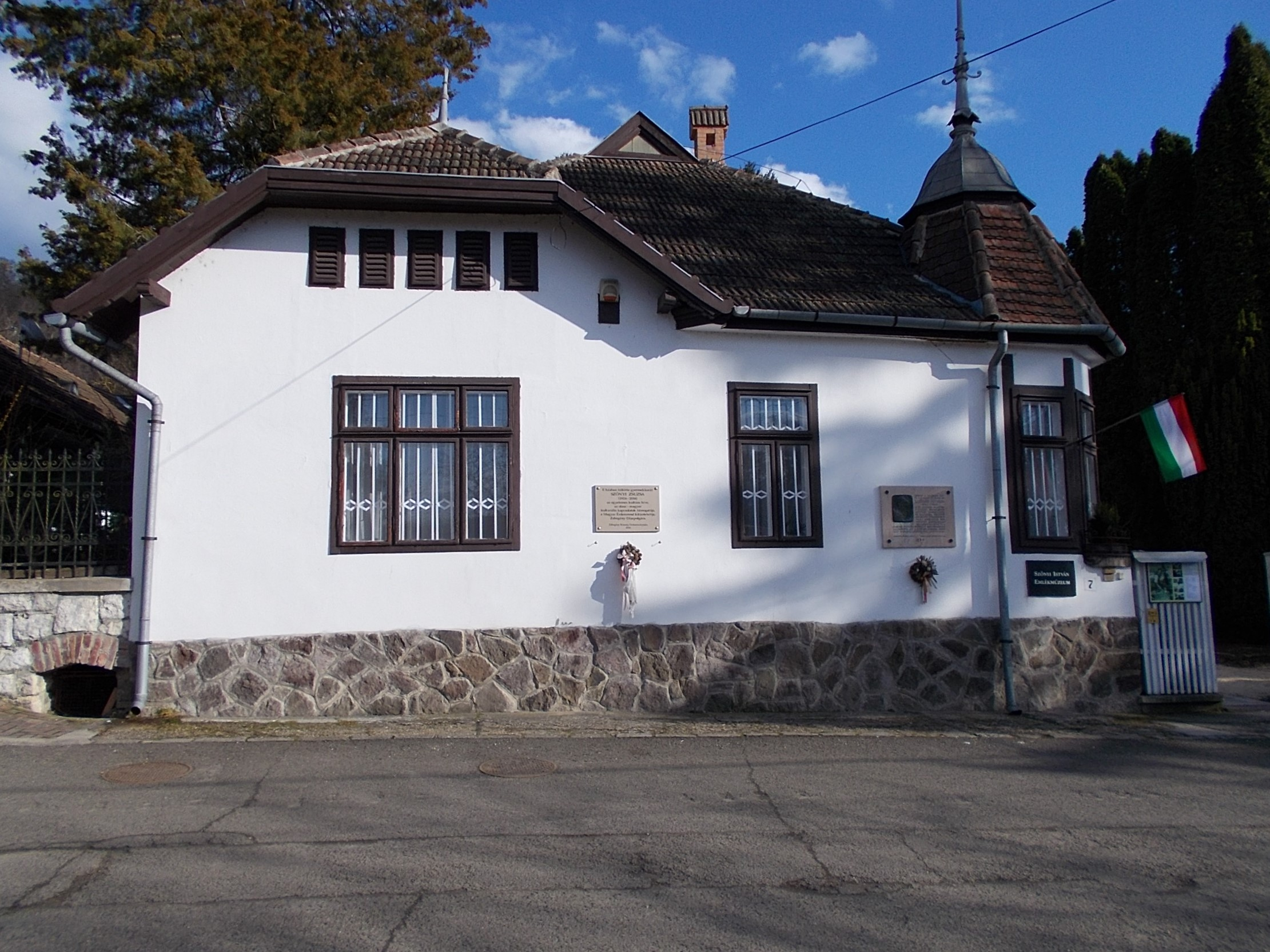
A Triznya-kocsmának is emléket állító Szőnyi Emlékmúzeum, Zebegény, 2020

Az egyik első törzstag, Várady Imre egyetemi tanár által Triznya-kocsmának keresztelt családi fészekben a bölcsészek, alkotók, előadóművészek, nagykövetek és államférfiak mellett a hazájuktól távol tanuló magyar ösztöndíjasok is otthonra leltek. A római via Annia Faustina 19. teraszán szombatonként szellemi táplálékot és saját kezűleg elkészített, hamisítatlan magyar rakott krumplit kaptak. Sajnos az állampárt képviselői és kommunista állambiztonság ügynökei is kiemelten látogatták a rendezvényeket, megfigyelve, rendszeres jelentéseket küldve az ott megjelentekről.
A kocsma vendége volt többek között Pilinszky János, Weöres Sándor, Illyés Gyula, Cs. Szabó László, Márai Sándor, Sára Sándor, Juhász Ferenc, Szörényi László, Szabó Ferenc, Rónay György, Vas István, Hubay Miklós, Mészöly Miklós, Lengyel Péter, Esterházy Péter, Krasznahorkai László, Tolnai Ottó, Lator László, Lengyel Balázs, Juhász Ferenc, Karinthy Ferenc, Kányádi Sándor, Ágh István, Csoóri Sándor, Huszárik Zoltán, Gyöngyössy Imre, Kabay Barna, Petényi Katalin, Jancsó Miklós, Mészáros Márta, Gaál István, Komoróczy Géza, Erdélyi Zsuzsanna, Kallós Zoltán, Domokos Pál Péter, Sebő Ferenc, Sebestyén Márta, Kurtág György, Fellegi Ádám, Petrovics Emil, Békés Gellért, Várszegi Asztrik, Bánffy György, Mensáros László, Bálint András, Eperjes Károly, Gálffi László, Borsos Miklós, Vilt Tibor, Hamza Gábor, Breznay József.

## Emlékezések

### Levelek
- Roma Summus Amor (1999) ISBN 963-8464-94-1 (Cs. Szabó László és Szőnyi Zsuzsa levelezése)
- Vándor és idegen (2000) ISBN 963-8464-99-2 (Márai-levelek, -emlékek)
- Levelek otthonról (2009) ISBN 978-963-9590-39-7 (Szőnyi István és Bartóky Melinda levelei Szőnyi Zsuzsához és Triznya Mátyáshoz, 1949–1960)
- Levelek Rómából. Szőnyi Zsuzsa és Triznya Mátyás levelei a Szőnyi és Triznya szülőkhöz, 1949-1956; szerk. Köpöczi Rózsa, Klemmné Németh Zsuzsa; PMMI–Ferenczy Múzeum, Szentendre, 2011 (PMMI – Ferenczy Múzeum kiadványai)

### Memoárok
- A Triznya-kocsma (Magyar sziget Rómában) (1999) ISBN 963-8464-83-6
- Római terasz (Emigráción innen és túl) (2006) ISBN 963-9593-45-1
- A Triznya-kocsma. Magyar sziget Rómában; sajtó alá rend. Hafner Zoltán; 3. jav. kiad.; Kortárs, Bp., 2021 (Phoenix könyvek)
- Római terasz. Emigráción innen és túl; sajtó alá rend. Hafner Zoltán; 2. jav. kiad.; Kortárs, Bp., 2021 (Phoenix könyvek)

### Interjúkötet
- A római vendégváró. Szőnyi Zsuzsával beszélget N. Dvorszky Hedvig ; Kairosz, Bp., 2008 (Magyarnak lenni) ISBN 978-963-662-186-5
- Németh Péter Mikola: „A múlt, a jelen elé tartott tükör”. Augusztusi dialógus Szőnyi Zsuzsával Rómában; Napkút, Budapest, 2013 (Káva téka)

### Riportfilm
- Az aventinusi tündér (2007) – riporter, producer, rendező: Muszatics Péter, dramaturg: Buslig Eszter, operatőr: Horváth Mihály, vágó: Kornis Anna

## Díjai, kitüntetései
- Ady-emlékérem (1990)[11]
- Berzsenyi-díj (2000)[11]
- Magyar Örökség díj (2011)
- A Magyar Érdemrend középkeresztje (2013)